# 比弗冰川 (羅斯冰架)
83°24′S 169°30′E / 83.400°S 169.500°E
比弗冰川是南極洲的冰川，位於沙克爾頓海岸，全長24公里，流經亞歷山德拉皇后山脈，最終在麥卡恩角注入羅斯冰架，由新西蘭探險隊命名。

## 外部連結
- 本条目引用的公有领域材料来自美国地质调查局的文档《Beaver Glacier》 （資料來自地名信息系统）。